# エドワード・ファイゲンバウム
エドワード・アルバート・ファイゲンバウム（Edward Albert Feigenbaum、1936年1月20日 - ）は、主に人工知能分野で活動する計算機科学者。「エキスパートシステムの父」とも呼ばれる。

## 経歴
ニュージャージー州ウィホーケンでユダヤ系ドイツ人一家に生まれる。カーネギー工科大学（現在のカーネギーメロン大学）で、1956年に学士号、1960年に博士号を取得した。指導教官はハーバート・サイモンで、EPAMという人間の学習をコンピュータ上でモデル化したものを開発した。
1994年、ラジ・レディと共に「先駆的な大規模人工知能システムの設計と開発および、人工知能技術の実用性と潜在的価値を広く知らしめたことに対して」チューリング賞を受賞した。また、1997年にはアメリカ空軍から Exceptional Civilian Service Award を授与されている。1984年には ACMI創設時のフェローに選ばれ、2007年にはACMのフェローに選ばれた。2011年、IEEE Intelligent Systems の人工知能の殿堂に選ばれた。
彼はスタンフォード大学の知識システム研究所 (en) を設立した。現在はスタンフォード大学計算機科学部門の名誉教授である。
インテリコープやTeknowledgeといったいくつかの企業の創業にも関与している。2012年、コンピュータ歴史博物館のフェローに選ばれた。

## 論文
- Feigenbaum, Edward A. (2003). “Some challenges and grand challenges for computational intelligence”. Journal of the ACM 50 (1):  32–40. doi:10.1145/602382.602400.